# Pigidio

Los trilobites se dividen en tres partes principales: el céfalon, donde se encuentran los ojos y demás órganos sensitivos, como las antenas, el tórax, donde se encuentran múltiples segmentos similares y, por último, el pigidio.

El pigidio es la parte posterior del cuerpo o caparazón de los crustáceos y de algunos otros artrópodos, como los insectos y los extintos trilobites. En él está contenido el ano y, en las hembras, el oviscapto. Está compuesto por la unión de varios segmentos, en los que a veces se incluye una cola, y están separados de los segmentos torácicos por una articulación.

## Trilobites
En los trilobites, el pigidio puede variar de tamaño, oscilando desde un pigidio mucho menor en comparación con el céfalon (micropigio), hasta un pigidio mayor que el céfalon (macropigio). Independientemente del tamaño, éstos pueden ser lisos, como los del orden Asphida, o espinosos, como ocurre con los miembros del orden Lichida. Parece ser que la tendencia evolutiva se inclina hacia unos pigidios cada vez mayores.

## Insectos
En los insectos, el pigidio es el último segmento dorsal del abdomen.